# Yasushi Suzuki
Yasushi Suzuki (japanisch 鈴木 靖 Suzuki Yasushi; * 15. Mai 1962) ist ein ehemaliger japanischer Eisschnellläufer.
Suzuki trat international erstmals bei der Sprintweltmeisterschaft 1982 in Alkmaar in Erscheinung, wobei er den 17. Platz errang. In der Saison 1983/84 belegte er bei den Olympischen Winterspielen 1984 in Sarajevo den 12. Platz über 1500 m und startete bei der Sprintweltmeisterschaft 1984 in Trondheim letztmals international. Dabei lief er auf den 16. Platz. Seine beste Platzierung bei japanischen Mehrkampfmeisterschaften erreichte er in den Jahren  1983, 1984 und 1985 mit dem vierten Platz im Sprint-Mehrkampf.

## Persönliche Bestleistungen
| Disziplin | Zeit        | Datum             | Ort         |
| --------- | ----------- | ----------------- | ----------- |
| 500 m     | 37,79 s     | 28. Januar 1984   | Inzell      |
| 1000 m    | 1:17,85 min | 5. März 1983      | Inzell      |
| 1500 m    | 2:06,83 min | 22. Dezember 1982 | Hachinohe   |
| 3000 m    | 4:52,77 min | 1. Februar 1979   | Fujiyoshida |
| 5000 m    | 8:38,82 min | 2. Februar 1979   | Fujiyoshida |